# Tyrconnell
Tyrconnell (Língua irlandesa: Tír Chonaill), também escrito Tirconnell e Tirconaill, era um reino da Irlanda gaélica. O país ocupava o território do atual condado de Donegal, que foi oficialmente denominado condado de Tirconaill entre 1922 e 1927. Às vezes também incluía partes do condado de Fermanagh, condado de Sligo, condado de Leitrim, condado de Tyrone e condado de Londonderry em sua maior extensão. O reino representava a nação do povo Cenél Conaill, apesar disso, também havia grupos menores de outros gaélicos na área.
Desde a fundação do país dos Cenél Conaill no século V, os tuatha eram uma subunidade do reino maior de Ailech. No século XII, o reino de Ailech dividiu-se em dois territórios independentes e Cenél Conaill tornou-se Tír Chonaill sob o clã Ó Domhnaill (O'Donnell). Foi palco de combates durante a Guerra dos Nove Anos (Irlanda) no final do século XVI. Continuou a existir até o século XVII, quando foi incorporado ao Reino da Irlanda, governado pelos ingleses, após a Fuga dos Condes.